# John Murray (dyplomata)
John Murray – brytyjski dyplomata z XVIII wieku.
Od roku 1754 był brytyjskim rezydentem w Wenecji. W latach 1765–1775 był brytyjskim ambasadorem w Konstantynopolu.
Wracając z Turcji, zmarł podczas postoju w Wenecji.